# Fu Cuo-i
Fu Cuo-i (čínsky pchin-jinem Fù Zuòyì, znaky zjednodušené 傅作义, tradiční 傅作義) (2. června 1885 – 19. dubna 1974) byl čínský generál a politik. Svou vojenskou kariéru začal ve službách Jen Si-šana a zasloužil se o obranu provincie Suej-jüan před Japonci. Během druhé světové války zastával četné velitelské posty na severu Číny. V lednu 1949, na konci čínské občanské války, se Fu se svojí armádou vzdal početným komunistickým silám, a umožnil jim tak získat Peking zcela bez boje. Následně v Čínské lidové republice zaujímal množství politických funkcí a byl členem vlády.

## Životopis

### Počátky vojenské kariéry
Fu Cuo-i začal svou vojenskou kariéru jako důstojník v armádě generála Jen Si-šana, jednoho z čínských militaristů a vládce provincie Šan-si. Poté, co Jen Si-šan slíbil věrnost Kuomintangu, se Fu v letech 1927–1928 účastnil Severního pochodu, vojenského tažení kuomintangské Národní revoluční armády s cílem znovusjednotit Čínu. Následně v letech 1929–1930 Fu Cuo-i bojoval na straně koalice Jen Si-šana a dalších militaristů ve válce v centrální planině, kdy se Jen Si-šan pokusil zformovat ústřední vládu, v níž by zastával post prezidenta. Jen Si-šanova armáda ale byla poražena jednotkami Čankajška a Jen Si-šan byl následně donucen krátkodobě žít v exilu.

### Obrana provincie Suej-jüan
Po Jen Si-šanově návratu z exilu do Šan-si v roce 1931 Fu Cuo-i vedl Jenovo úsilí osídlit a převzít kontrolu nad provincií Suej-jüan, v současnosti částí autonomní oblasti Vnitřní Mongolsko. V této době Fu také pěstoval blízký vztah s Čang Süe-liangem, s cílem zvýšit legitimitu Jen Si-šanovy kontroly nad provincií Suej-jüan.
V březnu 1936 byl severovýchod provincie Suej-jüan napaden mandžuskými jednotkami, které okupovaly provincii Čachar; zabraly město Paj-ling-miao na severovýchodě provincie Suej-jüan, kde sídlila pro-japonská Autonomní politická rada Vnitřního Mongolska. O tři měsíce později se Demčigdonrov prohlásil vládcem nezávislého Mongolska (Mengkukuo) a s japonskou pomocí, zajišťující vybavení a trénink, začal organizovat armádu. V srpnu 1936 se Demčigdonrova armáda pokusila podniknout invazi do Suej-jüanu, ale byla poražena Jen Si-šanovou armádou pod velením Fu Cuo-iho. Po porážce se Demčigdonrov uchýlil k plánování další invaze s pomocí japonských agentů, kteří zmapovali obranné prvky provincie Suej-jüan.
V listopadu 1936 Fu Cuo-i obdržel od Demčigdonrova ultimátum požadující kapitulaci. Poté, co Fu odpověděl, že Demčigdonrov je pouhou loutkou „určitých kruhů“ a měl by se podvolit ústřední vládě, zahájila Demčigdonrova armáda další, ambicióznější útok; jeho síly čítaly přibližně 15 000 vojáků a byly vyzbrojeny japonskými zbraněmi, podporovány japonským letectvem a často byly vedeny japonskými důstojníky.
Japonští agenti, očekávající druhou čínsko-japonskou válku, zničili velké zásobovací sklady v Ta-tchungu a provedli další sabotážní operace. Jen Si-šan umístil své nejlepší jednotky a nejschopnější generály, včetně Čao Čcheng-šoua a svého zetě, Wang Ťing-kuoa, pod velení Fu Cuo-iho. Během následujícího měsíce bojů utrpěla armáda Mengkukuoa značné ztráty. Fuovy jednotky 24. listopadu 1936 úspěšně obsadily Paj-ling-miao a byl zvažován postup do Čacharu. Před tím je ale varovala japonská Kuangtungská armáda a pohrozila útokem japonského vojska. Následně se Demčigdonrova armáda několikrát pokusila znovuobsadit Paj-ling-miao, což však pouze vedlo k vyprovokování Fu Cuo-iho, který poslal své jednotky na sever provincie, kde zničily poslední Demčigdonrovy základny a v podstatě tak zcela zničili jeho armádu. V reakci na zjištění, že Japonci pomáhali Demčigdonrovým silám, Jen Si-šan veřejně obvinil Japonsko z napomáhání vetřelcům. Fu Cuo-iho vítězství nad Japonskem podporovanými silami ve Suej-jüanu byla vyzdvihována a chválena čínským tiskem, stejně jako dalšími militaristy a politickými vůdci, mnohými studenty a čínskou veřejností; zajistila prestiž nejen Fu Cuo-imu, ale také Jen Si-šanovi.

### Obrana proti Japoncům a komunistům
Během druhé čínsko-japonské války Fu Cuo-i zastával četné velitelské posty v severní Číně. Jako velitel 7. skupiny armád se zúčastnil Čacharské operace, bitvy o Tchaj-jüan a zimní ofenzívy v letech 1939–1940, během které se zasloužil o vítězství v bitvě o Wu-jüan. Na konci války byl Fu velitelem 12. válečné oblasti, sestávající z provincií Džehol (Že-che), Čachar a Suej-jüan.
Během následující druhé fáze (1945–1949) čínské občanské války Fu velel jednotkám kontrolující kriticky důležitý koridor Suej-jüen – Bej-pching, který odděloval Mandžusko od vnitřní Číny. Poté, co komunisté obsadili mandžuské provincie (tedy provincie v severovýchodní Číně) na konci roku 1948, úspěšně infiltrovali Fu Cuo-iho nejbližší okolí, skrze které na něj vyvíjeli nátlak, aby s nimi vyjednal mírové řešení komunistického převzetí moci. Ve stejnou dobu začal Fu ztrácet své iluze o Čankajškovi. Fuovo osobní odcizeníse od Čankajška dosáhlo vrcholu v říjnu 1948, kdy se Čankajšek stáhl z kritického jednání o obraně území pod Fuovým velením, a to bez jakékoliv bezprostředního vysvětlení.
Okolnosti Čankajškova náhlého odchodu byly zjištěny až později: v rámci širšího úsilí o potrestání hospodářských a finančních zločinů Čankajškův syn, Ťiang Ťing-kuo, zatknul a odmítal propustit svého bratrance, Kchung Ling-kchana. Když se o situaci, která mohla s vysokou pravděpodobností vyústit v popravu jejího synovce, dozvěděla Sung Mej-ling, Čankajškova žena, začala naléhat na svého manžela a prosila jej, aby okamžitě odletěl do Šanghaje a zachránil Kchung Ling-kchana. Čankajšek souhlasil a odešel uprostřed nejdůležitější fáze plánování obrany. To způsobilo kuomintangské morálce značný šok a na mnohých účastnících jednání, včetně Fu Cuo-iho, zanechalo dojem, že Čankajšek upřednostňuje blaho své rodiny před blahem národa.
Komunističtí agenti působící ve Fuově nejbližším okolí zahrnovali jeho vlastní dceru, Fu Tung-ťü, a jeho nejdůvěřovanějšího osobního tajemníka, generálmajora Jen Jou-wena, který pocházel ze stejného města jako Fu sám (Žung-che, Jün-čcheng). Fu Tung-ťü, Jen Jou-wen a další tlačili na Fu Cuo-iho, aby se vzdal a opakovaně předávali důležité informace rozvědného charakteru komunistům. Fu přistoupil na tajná vyjednávání s Lin Piaem, ve kterých byla dohodnuta kapitulace Pej-pchingské (Pekingské) posádky, čítající čtvrt miliónu vojáků (25 divizí), ke 31. lednu 1949. Jen Jou-wen působil jako Fuův představitel při komunikaci s Lin Piaem, přičemž Fu nevěděl o Jen Jou-wenově skutečné loajalitě až do vzniku Čínské lidové republiky.

### Život v komunistické Číně
Fu Cuo-iho zásluhy Komunistické straně Číny byly odměněny vysokými posty, a to včetně pozice ministra vodních zdrojů, v níž Fu setrval od roku 1949 až do roku 1958. Zastával také posty v Čínském lidovém politickém poradním shromáždění, jehož byl i místopředsedou. V době kulturní revoluce (1966–1976) Fu Cuo-i patřil na seznam chráněných osob, který sestavil Čou En-laj a schválil Mao Ce-tung. Fu byl následně kvůli ochraně přesunut do hotelu Ťing-si. Událostmi kulturní revoluce nebyla postižena ani Fuova dcera, Fu Tung.
Zemřel 19. dubna 1974, jeho pohřbu se účastnil i Čou En-laj.